# فرشته‌ماهی بلوس
فرشته‌ماهی بلوس (نام علمی: Genicanthus bellus) نام یک گونه از تیره فرشته‌ماهیان است.